# Municipio de Barnegat
El municipio de Barnegat (en inglés: Barnegat Township) es un municipio ubicado en el condado de Ocean  en el estado estadounidense de Nueva Jersey. En el año 2010 tenía una población de 20,936 habitantes y una densidad poblacional de 198 personas por km².

## Geografía
El municipio de Barnegat se encuentra ubicado en las coordenadas 40°45′46″N 74°16′9″O / 40.76278, -74.26917.

## Demografía
Según la Oficina del Censo en 2000 los ingresos medios por hogar en el municipio eran de $83,651 y los ingresos medios por familia eran $95,114. Los hombres tenían unos ingresos medios de $61,271 frente a los $39,835 para las mujeres. La renta per cápita para la localidad era de $35,349. Alrededor del 2.8% de la población estaba por debajo del umbral de pobreza.